# Sinobatis melanosoma
Sinobatis melanosoma is een vissensoort uit de familie van de pootroggen (Anacanthobatidae). De wetenschappelijke naam van de soort is voor het eerst geldig gepubliceerd in 1965 door Chan.